# Keena Rothhammer
Keena Ruth Rothhammer, później Weisbly i Zorovich (ur. 26 lutego 1957 w Little Rock) – amerykańska pływaczka. Dwukrotna medalistka olimpijska z Monachium.
Specjalizowała się w stylu dowolnym. W Monachium zdobyła dwa medale w wyścigach długodystansowych, triumfowała na dystansie 800 metrów. Miała wówczas 15 lat. Podczas pierwszych mistrzostw świata w Belgradzie (1973) wywalczyła dwa medale: złoto na 800 m i srebro na 400 m. Biła rekordy świata. 
W 1991 została przyjęta do International Swimming Hall of Fame.

## Starty olimpijskie
Monachium 1972
- 800 m kraulem – złoto
- 200 m kraulem – brąz